# Пипенко Іван Петрович
Іва́н Петро́вич Пипе́нко (* 1929) — моторист, Лауреат Державної премії УРСР в галузі науки і техніки (1969).

## Життєпис
Від 1952-го й станом на 1969 рік — моторист випробувальної станції Харківського моторобудівного заводу «Серп і молот».
Лауреат Державної премії УРСР в галузі науки і техніки 1969 року: «Створення універсальних дизелів „СМД“ для тракторів, комбайнів та інших машин і організація їх спеціалізованого масового виробництва»; співавтори Гура Григорій Степанович, Єременко Борис Степанович, Карась Леонід Мойсейович, Маршал Федір Петрович, Потейко Анатолій Дмитрович, Сахнюк Іван Іванович, Сєріков Іван Олександрович.